# Monica Rambeau

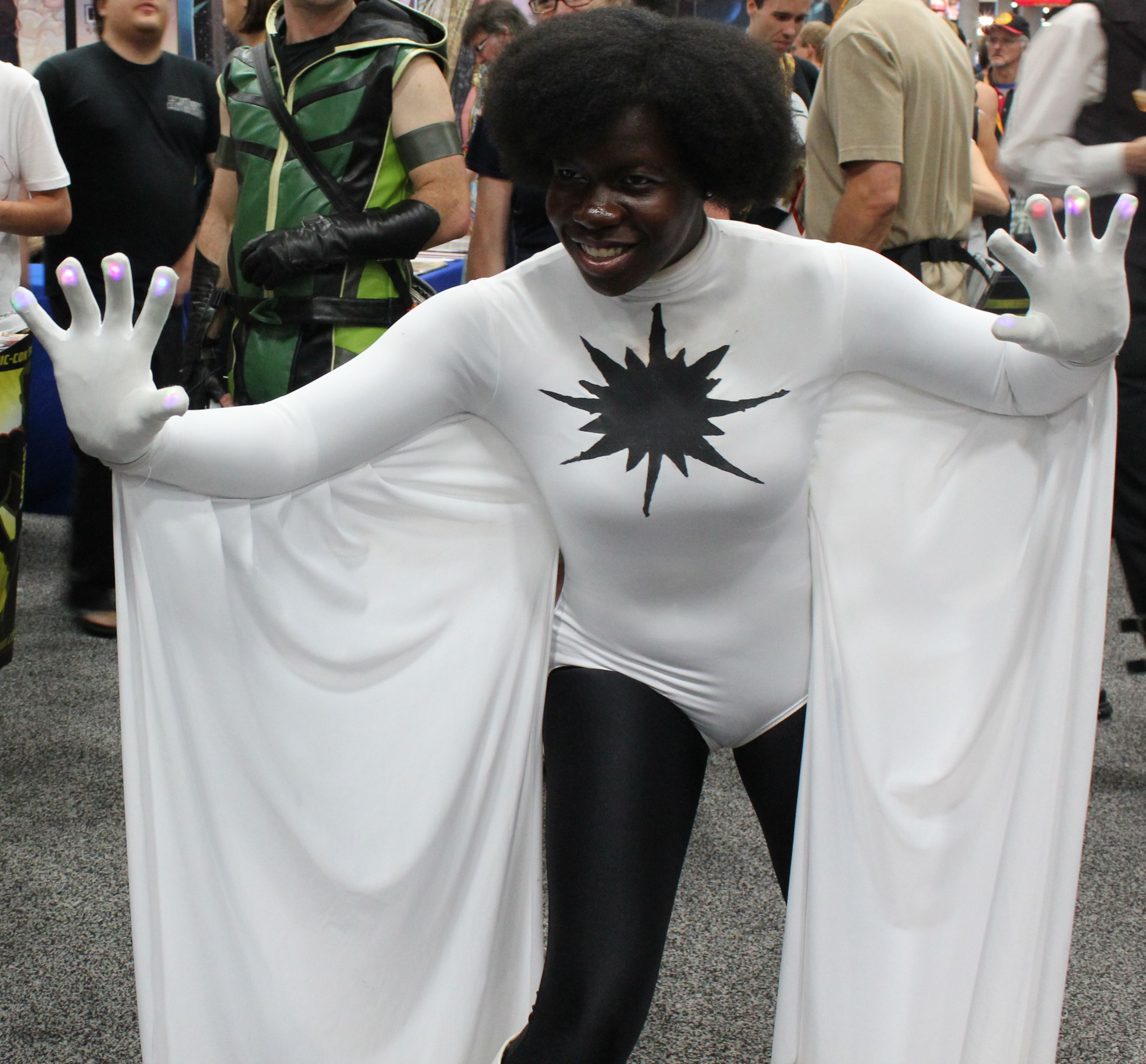
Cosplayerka inspirovaná komiksovou postavou Pulsar (Monica Rambeau).

Monica Rambeau je fiktivní postava komiksových příběhů vydávaných nakladatelstvím Marvel Comics. Poprvé se objevila coby nová Captain Marvel v komiksovém sešitu The Amazing Spider-Man Annual #16 v říjnu 1982. Je výtvorem tvůrčího dua, které tvořili Roger Stern a John Romita Jr. Posléze působila v týmu Avengers, který určitou dobu také vedla. Dále byla členkou týmů Nextwave a Ultimates. Postupně přejímala identity superhrdinek Photon, Pulsar a od roku 2013 Spectrum.
V roce 2019 se dočkala filmové adaptace v Marvel Cinematic Universe. Jako dítě se objevila se ve filmu Captain Marvel, kde ji ztvárnila Akira Akbar. Jako dospělá působila v televizní minisérii WandaVision (2021), kde ji hrála Teyonah Parris. Parris si svou roli zopakovala ve filmu Marvels (2023) a seriálu Co kdyby…? (2024).

## Vydání
Postavu vymysleli scenárista Roger Stern a kreslíř John Romita Jr. Debutovala v komiksovém sešitu The Amazing Spider-Man Annual #16 v říjnu 1982. Romita uvedl, že se při návrhu inspiroval vzhledem herečky Pam Grier, tato verze byla ale před vydáním změněna. V osmdesátých letech byla součástí týmu Avengers v příběžích, které tehdy psal právě Roger Stern. Nakonec tým dokonce vedla. V devadesátých a nultých letech se sporadicky objevovala opět v komiksech o Avengers.
V letech 2006 a 2007 byla jednou z hlavních postav komiksu Nextwave. V roce 2009 se objevovala v komiksu Marvel Divas a o rok později v Heralds.  
Po relaunchi Marvel NOW! byla členkou týmu Mighty Avengers (v letech 2013 až 2014), kde působila pod novým kódovým jménem Spectrum. V roce 2015 se stala členkou týmu Ultimates. V roce 2019 byla členkou Avengers v komiksu Avengers: No Road Home.
Série, ve kterých byla hlavní postavou:
- The Avengers (Vol. 1) #227–288 (1983–1988)
- Nextwave (Vol. 1) #1–12 (2006–2007)
- Marvel Divas (Vol. 1) #1–4 (2009)
- Heralds (Vol. 1) #1–5 (2010)
- Mighty Avengers (Vol. 2) #1–14 (2013–2014)
- Ultimates (Vol. 3) #1–12 (2015–2016)
- Avengers: No Road Home (Vol. 1) #1–10 (2019)

## Film a televize

### Film
- 2019 – Captain Marvel – americký hraný film, režie Anna Boden a Ryan Fleck, v její roli Akira Akbar
- 2021 – WandaVision – americká minisérie, režie Matt Shakman, v její roli Teyonah Parris
- 2023 – Marvels – americký hraný film, režie Nia DaCosta, v hlavní roli Teyonah Parris

### Televize
- 2024 – Co kdyby…?, třetí řada, americký televizní seriál, ve vedlejší roli Teyonah Parris